# Antoni Steuer

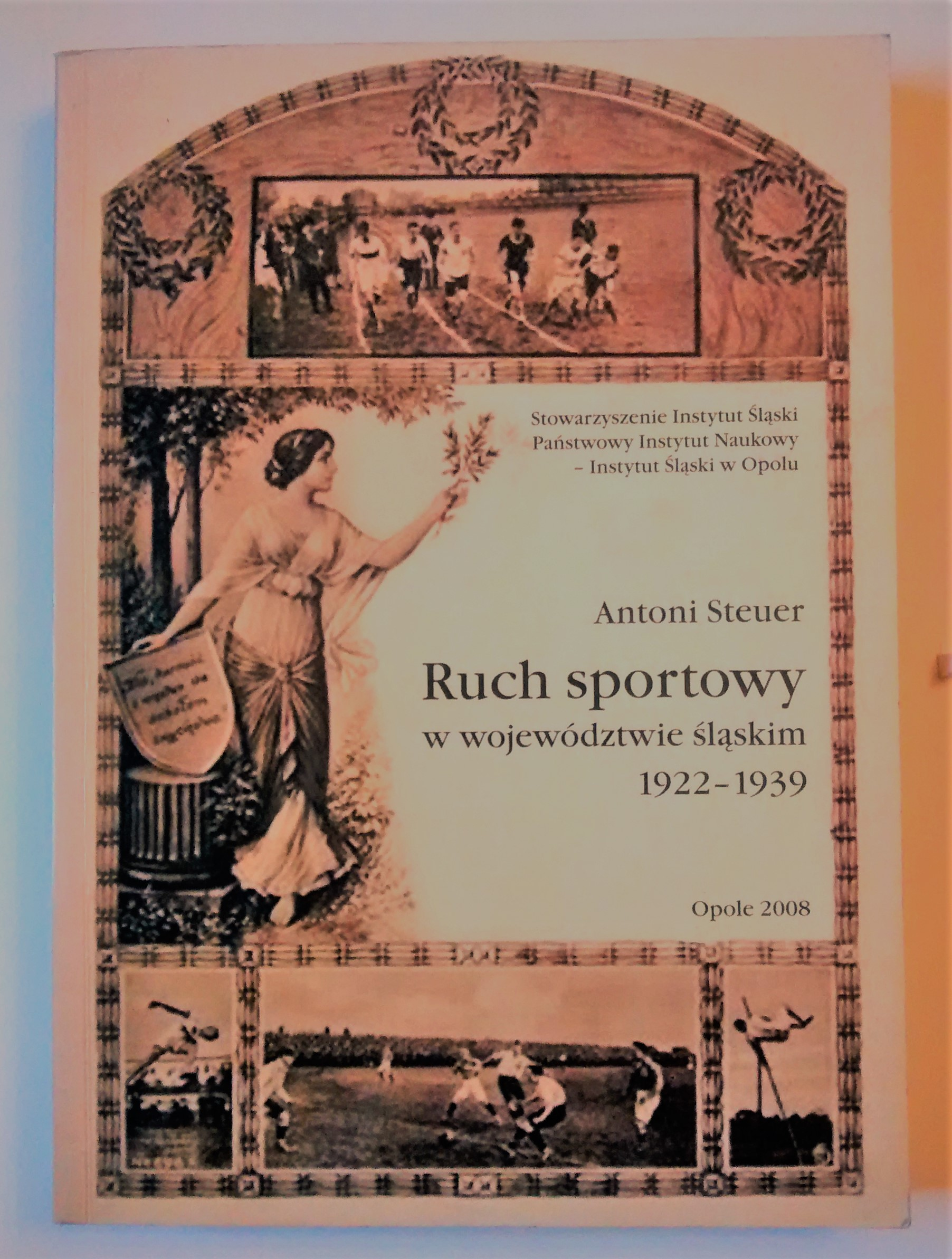
Okładka książki Ruch sportowy w województwie śląskim 1922–1939 (Opole 2008)

Antoni Steuer (ur. 10 czerwca 1954 w Rudzie) – polski historyk, specjalizuje się głównie w historii sportu na Górnym Śląsku, a także w biografistyce.

## Życiorys
Ukończył studia historyczne na Wydziale Nauk Społecznych Uniwersytetu Śląskiego. 2 grudnia 2004 roku obronił doktorat na Wydziale Historyczno-Pedagogicznym Uniwersytetu Opolskiego. Jest autorem około 500 opracowań z zakresu historii sportu, biografistyki oraz dziejów ruchu młodzieżowego, a także współautorem monografii regionalnych, historii parafii, organizacji sportowych i haseł do słowników biograficznych. Pracownik Muzeum Historii Katowic od momentu jego powstania. Jest autorem lub współautorem kilku wystaw muzealnych oraz internetowej encyklopedii, składającej się z czterech leksykonów (leksykon bogucki, leksykon załęski, leksykon struktur katowickiego sportu i turystyki, leksykon ludzi katowickiej kultury fizycznej i turystyki).
Postanowieniem prezydenta RP z grudnia 2007 odznaczony Brązowym Krzyżem Zasługi. W 2018 odznaczony Złotym Medalem za Długoletnią Służbę.

## Publikacje zwarte
- Dzieje ciężkiej atletyki na Górnym Śląsku 1878–1945 (1986)
- O duszę polską. Wystawa historyczna o działalności duchowieństwa śląskiego w XIX i XX w. (1991)
- Sport na Górnym Śląsku 1896–1996 (1997)
- Kalendarium dziejów Katowic (2001)
- Z dziejów rudzkiego sportu (2004)
- 100-lecie Klubu Sportowego 06 Kleofas Katowice (2006)
- Ruch sportowy w województwie śląskim 1922–1939 (2008)